# 関口将平
関口 将平（せきぐち しょうへい、1989年4月14日 - ）は、香川県小豆郡小豆島町（旧：内海町）出身の元プロ野球選手（投手）。

## 来歴

### プロ入り前
小学校2年の時に野球を始める。内海町立内海中学校2年時には182センチを超え、3年でエースとなった。
香川県立丸亀城西高等学校時代は控え投手。公式戦での登板は5試合（8回）にとどまり、3年夏（2007年）の香川県大会でも登板はなく、9月にはプロ志望届を提出したが、プロ野球ドラフト会議での指名はなかった。
その後、2メートルの長身から投げ下ろす威力のある直球や将来性を期待され、10月17日にアトランタ・ブレーブスとマイナー契約を結んだ。なお当時ブレーブスでは他に島袋涼平、徳田将至、濱岡巧の日本人選手3名がマイナー契約をしていた。

### プレーブス傘下時代
2008年と2009年はオーストラリアのアカデミーに派遣され、体力強化に専念した。
2010年は傘下ルーキー級・ガルフ・コンプレックスリーグのGCLブレーブスで8試合（14回1/3）に登板し、1勝1敗、防御率3.77、10奪三振という成績を残した。
2011年は左肘の故障により公式戦での登板はなく、6月13日に自由契約となった。

### 独立リーグ時代
2012年1月に関西独立リーグの紀州レンジャーズに入団した。この年は33試合（120回）に登板して6勝、防御率3.53という成績を挙げたが、1年でチームを退団した。
2013年からは、兄の関口貴之も所属するベースボール・チャレンジ・リーグの福井ミラクルエレファンツに入団。15試合に登板したが、1勝2敗、防御率7.31と結果が残せず、10月25日に球団より現役引退が発表された。その後、11月16日にロッテ浦和球場で行われた四国アイランドリーグplusの関東開催トライアウトに参加したが、入団には至らなかった。

## 詳細情報

### 年度別投手成績
| 年 度     | 球 団     | 登 板 | 勝 利 | 敗 戦 | セ 丨 ブ | 完 投 | 勝 率 | 投 球 回 | 打 者 | 被 安 打 | 被 本 塁 打 | 奪 三 振 | 与 四 球 | 与 死 球 | 失 点 | 自 責 点 | 暴 投 | ボ 丨 ク | 失 策 | 防 御 率 | W H I P |
| --------- | --------- | ----- | ----- | ----- | -------- | ----- | ----- | -------- | ----- | -------- | ----------- | -------- | -------- | -------- | ----- | -------- | ----- | -------- | ----- | -------- | ------- |
| 2012      | 紀州      | 33    | 6     | 8     | 0        | 2     | .429  | 120.0    | 530   | 118      | 0           | 75       | 59       | 5        | 63    | 47       | 12    | 0        | 1     | 3.53     | 1.48    |
| 2013      | 福井      | 15    | 1     | 2     | 0        | 0     | .333  | 16.0     | 94    | 23       | 1           | 9        | 19       | 3        | 17    | 13       | 3     | 1        | 1     | 7.31     | 2.63    |
| 関西：1年 | 関西：1年 | 33    | 6     | 8     | 0        | 2     | .429  | 120.0    | 530   | 118      | 0           | 75       | 59       | 5        | 63    | 47       | 12    | 0        | 1     | 3.53     | 1.48    |
| BCL：1年  | BCL：1年  | 15    | 1     | 2     | 0        | 0     | .333  | 16.0     | 94    | 23       | 1           | 9        | 19       | 3        | 17    | 13       | 3     | 1        | 1     | 7.31     | 2.63    |

### 背番号
- 29 （2012年）
- 21 （2013年）